# Франклин (мультсериал)
«Франклин» (англ. Franklin) — американский-канадо-французский (квебекский) мультипликационный сериал, основанный на книгах Полетт Буржуа. В центре событий — семья черепашонка Франклина и его сестры Гарриетты, живущая в лесу в необозначенном месте Северной Америки, и их друзья-животные. Сериал пользовался популярностью во многих странах мира: кроме оригинальных английской и французской версий был переведён также на немецкий, португальский, польский, венгерский и др. В дополнение к 6 сезонам мультфильмов вышли два художественных фильма.
Каждый эпизод состоит из двух историй длительностью 12 минут.

## Персонажи
Все основные участники сериала — дети возрастом примерно от 6 до 11 лет (только сестре Франклина, Гарриетте, около 2 лет).
- Франклин (Ноа Рид) — молодой черепашонок, который уже умеет умножать 2*2 Возраст 10 лет.
- Гарриетта (Брин Маколи) — маленькая сестричка Франклина.
- Черепаха-отец (Ричард Ньюмен) — отец Франклина и Гарриетты. Добрый и спокойный по характеру, умеет улаживать ссоры.
- Черепаха-мать (Элизабет Браун) — мать Франклина и Гарриетты.
- Черепаха-бабушка (Коринн Конли) — мать черепахи-отца и бабушка Франклина и Гарриетты. Это единственный персонаж, чья профессия известна: она преподаёт игру на фортепиано.
- Черепаха-тетя — художник
- Медвежонок (Лука Перлман) — обладает невероятным аппетитом, и в то же время очень дружелюбный. Лучший друг Франклина.
- Беатриса (Кристен Боун) — сестра медвежонка и лучшая подруга Гарриетты.
- Медведица-мать (Мари Тренор) — мать медвежонка и Беатрисы и городской врач.
- Медведь-отец — любил в детстве лазить по деревьям
- Улитка (Кристен Боун) — один из лучших друзей Франклина.
- Улитка-мама — летает на самолёте.
- Улитка-папа — работает спасателем вместе с Лисом-отцом.
- Бобриха (Тэйлор Макмай) — молодая девочка-бобриха, которая обожает играть и всегда в хорошем настроении.
- Бобёр-отец (Адриан Трасс) — отец Бобрихи и лучший плотник (в частности, он построил дом Франклина).
- Бобриха-мама — делает вкусные корнишоны.
- Бобриха-бабушка — играет на фортепьяно.
- Бобер—дед — помогает в школьном театре.
- Лисёнок (Стюарт Ландрелл) — второй из друзей Франклина.
- Лис-отец (Поль Хаддад) — отец Лисёнка, водитель школьного автобуса. Умеет конструировать вещи из металлолома.
- Гусыня (Оливия Гарратт) — ещё одна подруга Франклина.
- Гусыня-мать (Кэтрин Дишер) — мать Гусыни, работает в книжном магазине.
- Выдра (Софи Лэнг) — одна из подруг Франклина, обожает играть в воде. Перестала появляться со второго сезона, так как «переехала в другой город».
- Енот (Джейми Хэйдон-Девлин) — один из друзей Франклина (появляется лишь в нескольких эпизодах).
- Енот-отец (Дэн Летт) — отец Енота, полицейский в городке.
- Господин Моль (Уильям Колгейт).
- Господин Сова (Джеймс Рэнкин) — терпеливый учитель Франклина и его друзей.
- Господин Барсук (Нейл Кроун) — почтальон.
- Господин Сурок — увлекается метеорологией, собрал большую коллекцию окаменелостей
- Господин Крот — хозяин магазина, хобби создание миниатюрного города
- Кролик — один из друзей Франклина, смешливый и очень веселый
- Кролик-мама — полицейский, так же увлекается пчеловодством.
- Господин Аист — почтальон

### Оригинальные имена
В оригинальной серии книг на французском языке герои носили другие имена (в частности, Франклин носит имя Бенджамен; для мультсериала его переименовали, по-видимому, в честь Бенджамина Франклина):
- Франклин — Бенжамен
- Гарриетта — Анриетта
- Медведь — Мартен
- Улитка — Арно
- Бобёр — Лили
- Лис — Раффен
- Гусыня — Беатриса
- Выдра — Орели

## Серии

### Первый сезон
1. Franklin Plays the Game / Franklin Wants A Pet
2. Hurry
3. Franklin Rides a Bike / Franklin Is Messy
4. Franklin Fibs / Franklin’s Blanket
5. Franklin is Bossy / Franklin’s Fort
6. Finders Keepers for Franklin / Franklin’s New Friend
7. Franklin’s School Play / Franklin and the Secret Club
8. Franklin and the Red Scooter / Franklin in the Dark
9. Franklin and the Tooth Fairy / Franklin Takes the Blame
10. Franklin’s Christmas Gift / Franklin’s Granny
11. Franklin and the Baby / Franklin Goes to Day Camp

### Второй сезон
1. Franklin’s Visitor
2. Franklin’s Gift / Franklin Growing Up Fast
3. Franklin the Spy / Franklin’s Library Book
4. Franklin’s Kite / Franklin and the Babysitter
5. Franklin and the Broken Globe / Franklin’s Valentines
6. Franklin’s Family Treasure / Franklin’s Music Lessons
7. Franklin Takes a Trip / Franklin’s Bicycle Helmet
8. Franklin’s Birthday Party / Franklin’s Nickname
9. Franklin and Otter’s Visit / Franklin’s Collection
10. Franklin Says Sorry / Franklin and the Fire
11. Franklin’s Garden / Franklin Runs Away
12. Franklin’s Gloomy Day / Franklin Tells Time
13. Franklin’s Test / Franklin and the Duckling

### Третий сезон
1. Franklin and His Night Friend / Franklin and the Two Henrys
2. Franklin’s Nature Hike / Franklin’s Starring Role
3. Franklin’s Masterpiece / Franklin and the Computer
4. Franklin the Trooper / Franklin’s Fossil
5. Franklin and the Fortune Teller / Franklin’s Cellar
6. Franklin Plants a Tree / Franklin the Hero
7. Franklin’s Day Off / Franklin’s Homemade Cookies
8. Franklin the Fabulous / Franklin Camps Out
9. Franklin and the Puppy / Franklin Takes The Bus
10. Franklin and the Copycat / Big Brother Franklin
11. Franklin and the Grump / Franklin’s Promise
12. Franklin and the Thunderstorm / Franklin’s Maple Syrup
13. Franklin Helps Out / Franklin’s Missing Snacks

### Четвёртый сезон
1. Franklin’s Good Deeds / Franklin’s Submarine
2. Mr. Fix-It Franklin / Franklin Has the Hiccups
3. Franklin Delivers / Franklin’s Shell Trouble
4. Franklin’s Sailboat / Franklin Snoops
5. Franklin’s Father / Franklin Plays Hockey

1. Franklin and the Puppet Play / Franklin’s Stopwatch
2. Franklin Meets Ermine / Franklin’s Funny Business
3. Franklin and Sam / Franklin’s Berry Patch
4. Franklin’s Rival / Franklin and the Trading Cards
5. Franklin’s Robot / Franklin the Detective
6. Franklin the Fearless / Franklin’s Lucky Charm
7. Franklin at the Seashore / Franklin & Snail’s Dream
8. My Franklin / Franklin’s Mom

### Пятый сезон
1. Franklin the Teacher / Franklin’s Allergy
2. Franklin Loses a Book / Franklin and Betty
3. Franklin’s Pumpkin / Franklin’s Jug Band
4. Franklin and the Bus Patrol / Franklin and Wolvie
5. Franklin Stays Up / Franklin’s Bargain
6. Franklin’s Big Game / Franklin’s Reading Club
7. Franklin in Two Places / Franklin’s First Star
8. Franklin’s Float / Franklin’s Party Plans
9. Gee Whiz Franklin / Franklin Can’t Wait
10. Franklin’s Spring First / Franklin Plays Golf
11. Franklin’s Canoe Trip / Franklin’s Interview
12. Franklin’s Crystal / Franklin’s Advice
13. Franklin’s Cookie Question / Franklin’s Picnic

### Sexta Temporada
1. Franklin Itching to Skateboard / Franklin Forgives
2. Hockey Fan Franklin / Mother Hen Franklin
3. Franklin’s Badge / Franklin Stargazes
4. Franklin’s Swimming Party / Franklin’s Soccer Field Folly
5. Franklin the Weather Turtle / Franklin’s Dance Lessons
6. Franklin in Charge / Franklin’s UFO
7. Franklin Migrates / Franklin the Photographer
8. Franklin’s Word / Franklin’s Pond Phantom
9. Franklin the Coach / Franklin Plays it Safe
10. Franklin’s Favorite Card / Franklin’s Expedition
11. Franklin’s Bike-A-Thon / Franklin’s Candy Caper
12. Franklin’s Go-Cart Race / Sir Franklin’s Squire
13. Franklin Sees the Big Picture / Franklin Figure Skates

### Фильмы
- Franklin and the Green Knight
- Franklin’s Magic Christmas